# 32631 Majzoub
32631 Majzoub è un asteroide della fascia principale. Scoperto nel 2001, presenta un'orbita caratterizzata da un semiasse maggiore pari a 2,2989760 UA e da un'eccentricità di 0,0784491, inclinata di 4,25493° rispetto all'eclittica.